# 自由降下傘

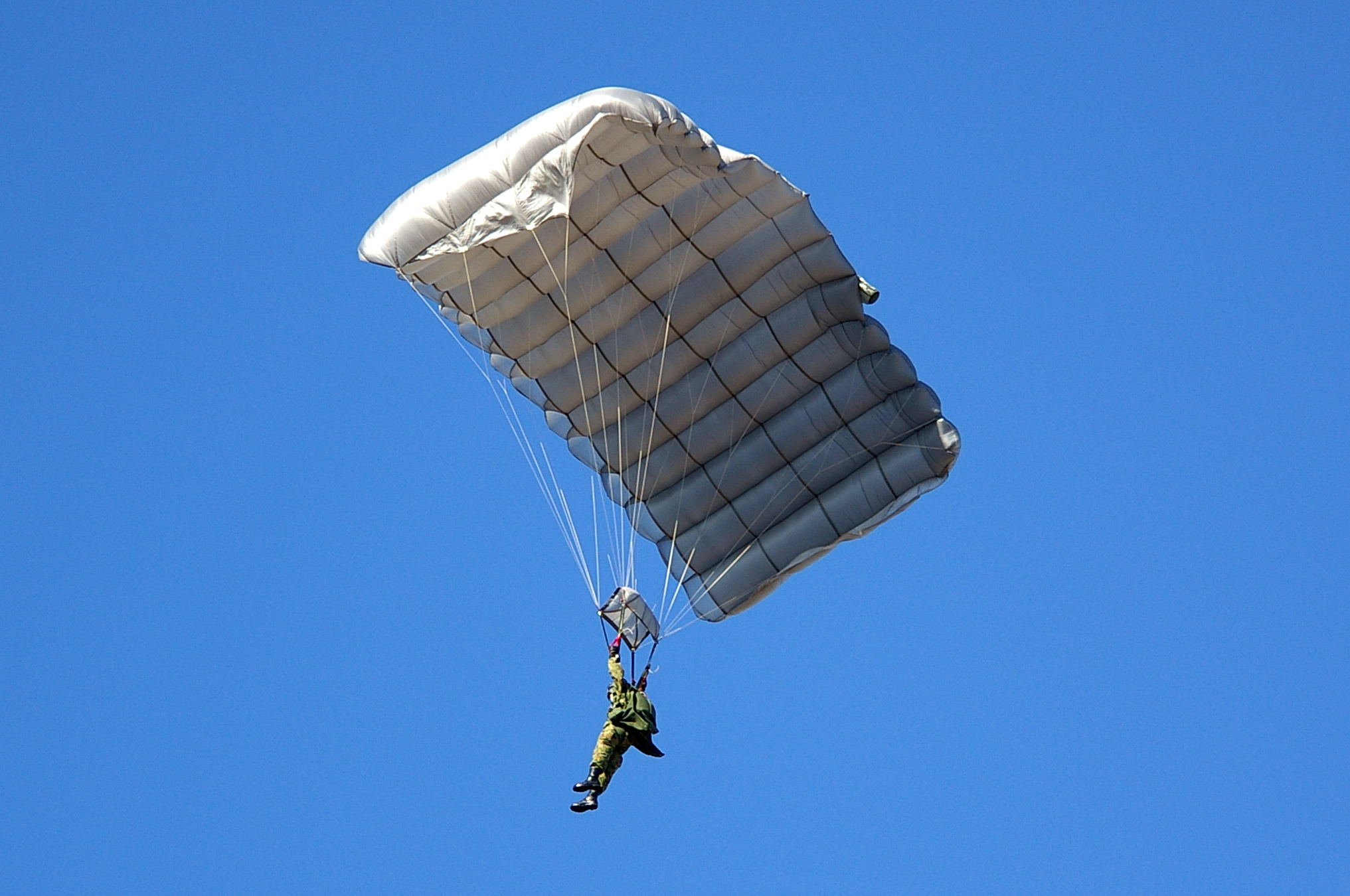
自由降下傘

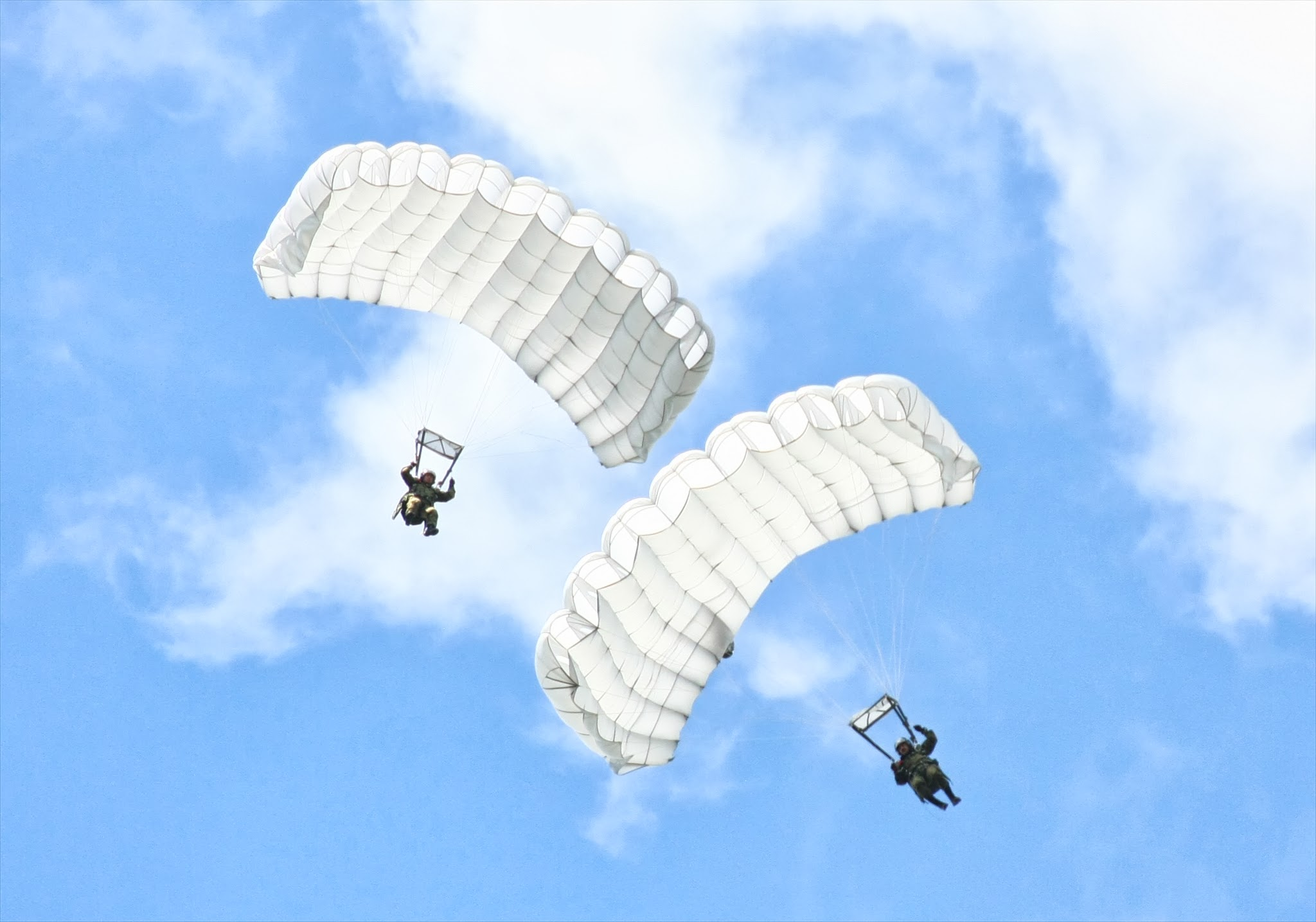
降下する第1空挺団の隊員

自由降下傘（じゆうこうかさん）は、陸上自衛隊の需品科の装備であり、第1空挺団後方支援隊落下傘整備中隊と需品学校に配備されている。空挺隊員が自由降下を行う際に用いるパラシュートである。

## 特徴
第1空挺団においては自由降下は当初60式空挺傘の改良型を用いていたが、着地時の衝撃や任意の地点に赴けないことなどから、新たに落下傘を求め最終的に米国製のMC-4が採用された。これはスポーツパラシュートと同型の形状（やや傘体が大きい）で操縦性、安全性が向上、高高度、低高度など所望の高度で開傘でき、さらに滑降性も備わり空挺作戦の幅が広がった。

## 諸元・性能
- 傘体形状:方形
- 傘体長：約8.7m×約4m
- 重量：約20kg
- 開傘時間:3.5秒以内
- 降下速度:吊下重量約160kgで4.9m/秒以下

## 製作
- 製作：パラフライト社（アメリカ）